# Conde de Oxford e Conde Mortimer

Brasão de Armas de Harley

Conde de Oxford e Conde Mortimer foi um título nobiliárquico no Pariato da Grã-Bretanha que foi criado em 1711 para o estadista Robert Harley, com o restante, na falta de herdeiros masculinos de seu corpo, para os de seu avô, Sir Robert Harley. Ele foi feito Barão Harley, de Wigmore, no Condado de Hereford, na mesma época, também no Pariato da Grã-Bretanha e com um restante semelhante ao do condado. Robert era o filho mais velho de Edward Harley e neto do já mencionado Robert Harley.
O estilo Conde de Oxford e Conde Mortimer foi escolhido porque o antigo título conde de Oxford, mantido por muitos séculos pela família de Vere, estava adormecido, mas não extinto, em 1703, o que significa que um descendente poderia ter se apresentado para reivindicar seu título. Harley reivindicou o título de Oxford por causa de seu relacionamento por casamento com os de Veres. Apesar da sua forma (única na história dos nobres das Ilhas Britânicas), era um único pariato.

## História
A família Harley tem sua origem anterior à conquista normanda da Inglaterra e era proeminente em Shropshire (tendo seu nome da cidade de Harley, Shropshire)  e Radnorshire. Era tão eminente que a família da Casa de Harlai (ou de Harley, de Harlay) da França descendia do ramo inglês. Seus títulos incluíam Marquês de Champvallon e Conde de Beaumont na nobreza francesa.
A família Harley adquiriu o Castelo de Brampton em Herefordshire quando Sir Robert de Harley (falecido em 1349), filho mais velho de Sir Richard de Harley, se casou com Margaret de Brampton. Margaret era a filha mais velha e co-herdeira de Sir Bryan de Brampton, Lorde de Kinlet, e Maud de Braose, viúva do 1.º Barão Mortimer . O bisneto de Sir Robert, Sir John Harley, foi nomeado cavaleiro por Eduardo IV no campo de batalha de Gaston, durante a Batalha de Tewkesbury. Em 1481, Sir John foi nomeado xerife de Shropshire.
No século XVII, Thomas Harley do Castelo de Brampton obteve uma concessão do Rei Jaime I, da honra de Wigmore e do Castelo de Wigmore . Ele se casou primeiramente com Margaret, filha de Sir Andrew Corbet ; e em segundo lugar, com Anne, filha de Walter Griffith de Burton Agnes. Seu único filho sobrevivente, de seu primeiro casamento, foi Sir Robert Harley, que foi Mestre da Casa da Moeda do Rei Carlos I. Sir Robert casou-se primeiramente com Anne, filha de Charles Barret, de Belhouse, Essex; em segundo lugar, com Mary, filha de Sir Francis Newport, e não teve filhos sobreviventes com nenhuma das esposas. Sua terceira esposa foi Lady Brilliana, uma célebre escritora de cartas e filha do 1.º Visconde Conway . Sua mãe, Dorothy, era filha de Sir John Tracy e irmã de Mary, esposa do General 1.º Barão Vere de Tilbury, por meio de quem a família Harley se conectou com os de Veres dos Condes de Oxford.
O filho mais velho de Sir Robert foi Sir Edward Harley, que foi membro do Parlamento por Hereford e governador de Dunquerque. Sir Edward casou-se pela primeira vez em 1654 com Mary, filha de Sir William Button de Parkgate, com quem teve várias filhas. Ele se casou em segundo lugar com Abigail, filha de Nathaniel Stephens, de quem teve Robert Edward, que se tornou uma figura política proeminente e foi elevado à nobreza como Conde de Oxford e Conde Mortimer em 1711.
Lorde Oxford e Mortimer foram sucedidos por seu único filho, Edward, o segundo conde, que se casou com Henrietta Holles, filha e herdeira do 1º Duque de Newcastle-upon-Tyne . O único filho de Edward, Henry Cavendish Harley, Lord Harley, morreu ainda bebê em 1725. Lady Margaret Harley, filha e única criança sobrevivente do segundo conde, era esposa do segundo duque de Portland e mãe do primeiro-ministro, o terceiro duque de Portland.
O segundo conde foi sucedido, de acordo com o restante especial, por seu primo de primeiro grau, Edward Harley, o terceiro conde. Ele era filho de Edward Harley, irmão do primeiro conde, e foi membro do Parlamento por Leominster e Droitwich . Ele foi sucedido por seu filho mais velho, Edward, o quarto conde. Ele serviu notavelmente como Lorde do Quarto de Dormir e Lorde-Tenente de Radnorshire. Ele não tinha filhos e foi sucedido por seu sobrinho, Eduardo, o quinto conde. Ele era filho do Reverendíssimo John Harley, segundo filho do terceiro conde. O quinto conde foi sucedido por seu segundo e único filho sobrevivente, Alfred, o sexto conde.  Ele morreu sem filhos em 1853, quando os títulos foram extintos.
Robert Harley, irmão do terceiro conde, também representou Leominster no Parlamento. O Reverendíssimo John Harley, segundo filho do terceiro conde e pai do quinto conde, foi bispo de Hereford . Thomas Harley, terceiro filho do terceiro conde, foi Lorde Prefeito de Londres . Jane, Condessa de Oxford e Condessa Mortimer, esposa do quinto conde, foi uma patrona do movimento reformista e amante de Lord Byron.
As sedes da família eram Brampton Bryan Hall em Brampton Bryan, Herefordshire, e Eywood House, em Kington, Herefordshire, a última das quais foi demolida na década de 1950.

## Condes de Oxford e Conde Mortimer (1711)
- Robert Harley, 1.º Conde de Oxford e Conde Mortimer (1661–1724)
- Edward Harley, 2.º Conde de Oxford e Conde Mortimer (1689–1741)
  - Henry Cavendish Harley, Lorde Harley (1725–1725)
- Edward Harley, 3.º conde de Oxford e conde Mortimer (1699–1755)
- Edward Harley, 4.º Conde de Oxford e Conde Mortimer (1726–1790)
- Edward Harley, 5.º Conde de Oxford e Conde Mortimer (1773–1848)
  - Edward Harley, Lorde Harley (1800–1828)
- Alfred Harley, 6.º Conde de Oxford e Conde Mortimer (1809–1853) [10]